# Alexander Younan
Alexander Younan, född 14 mars 1997 i Jönköping, är en svensk professionell ishockeyspelare som spelar för Västerviks IK